# Catedral de Ripon

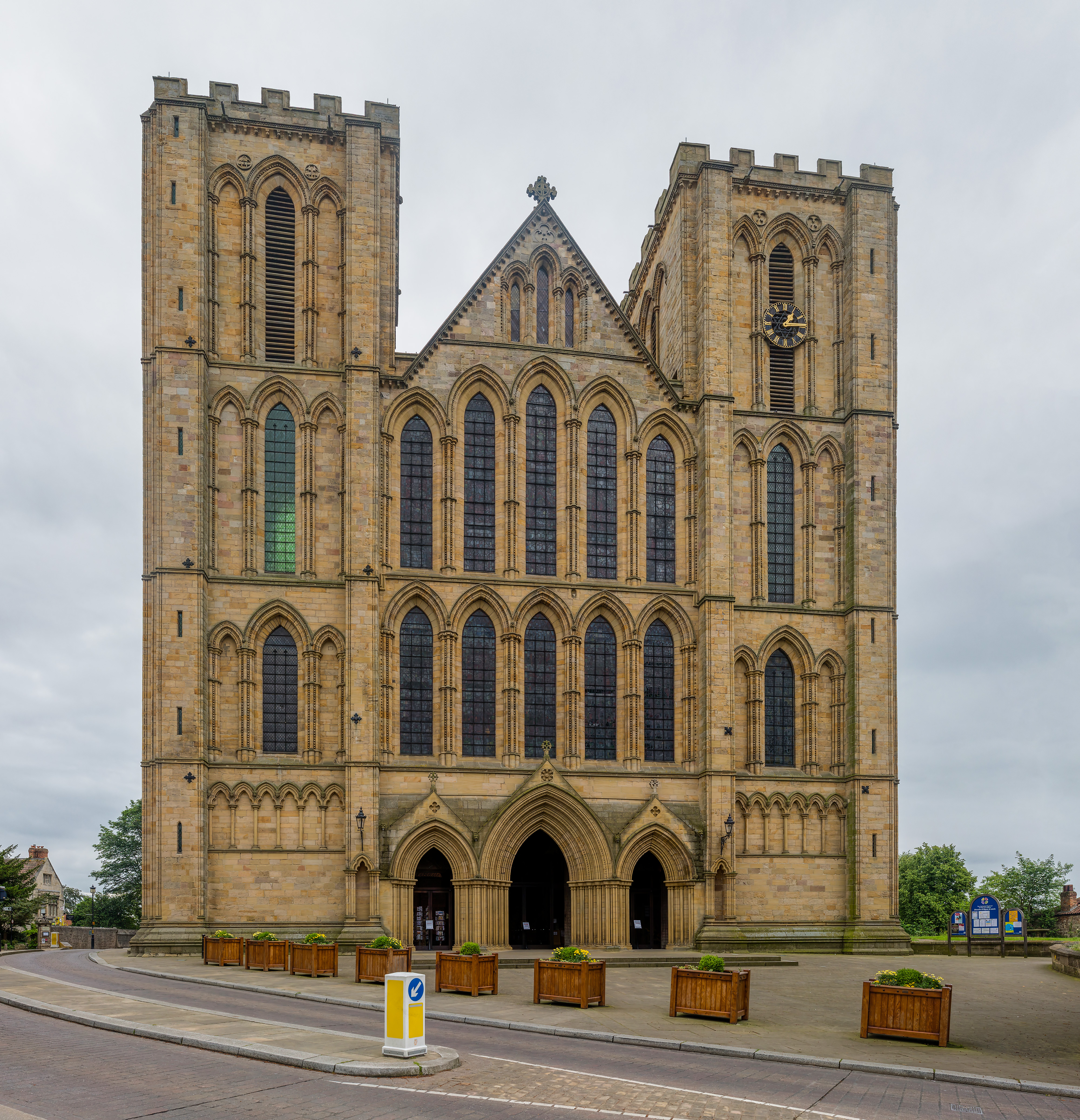
Fachada principal de la Catedral de Ripon.

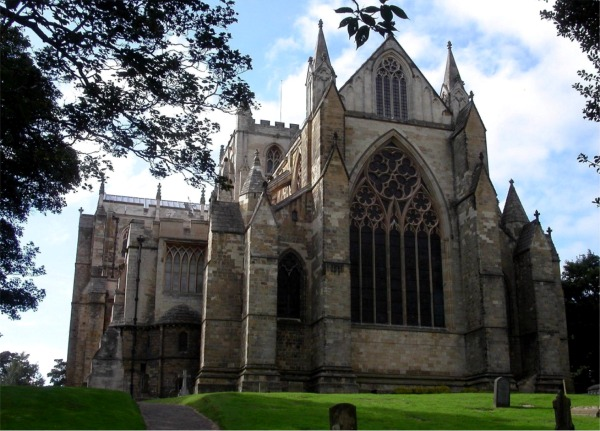
La Catedral de Ripon.

La Catedral de Ripon es la sede del Obispado de Ripon y Leeds y la iglesia madre de la Diócesis de Ripon y Leeds. Se encuentra ubicada en la pequeña ciudad de Ripon, en el condado de Yorkshire del Norte (Inglaterra).

## Historia
Se cree que una iglesia fue construida en este lugar cerca de 672, cuando se cree que se levantó el primer edificio de piedra en el Reino Anglosajón de Northumbria. La cripta de la catedral data de ese periodo.
La gente lleva acudiendo a Ripon a rezar y a oír misa durante más de 1.350 años. El edificio de la Catedral es en sí mismo un ejemplo de veneración, se comenzó en el siglo VII cuando San Wilfredo construyó una de las primeras iglesias es este lugar. Dentro de la nave y el coro se pueden ver las evidencias de 800 años donde los maestros artesanos expresaron su fe en piedra y madera.
La iglesia actual es de hecho la cuarta que se levanta en este lugar. San Wilfredo tajo consigo mamposteros, escayolistas y ceramistas desde Francia e Italia para construir esta gran basílica en el año 672.
Devastada por un rey inglés en el 948 como aviso al Arzobispado de York, solo la cripta de la iglesia de Wilfredo sobrevivió pero hoy en día esta cripta del siglo VII se encuentra bajo la gran catedral del siglo XII construida por el Arzobispo Roger de Pont l’Evêque.
Una segunda catedral surgió nuevamente en Ripon, pero también pereció – esta vez en 1069 a manos de Guillermo el Conquistador. Thomas de Bayeux, el primer Arzobispo Normando de York, instigó la construcción de una tercera iglesia, partes de la cual se incorporaron posteriormente en la sala capitular de la catedral de Roger.
La excepcional fachada occidental de estilo gótico inglés se añadió en 1220, sus torres gemelas estaban originalmente coronadas con agujas de madera. La mayor parte de la reconstrucción se tuvo que postergar debido a la guerra de las dos rosas, pero se reanudó tras la ascensión al trono de Enrique VII de Inglaterra y la restauración de la paz en 1485. La nave fue ensanchada y la torre central parcialmente reconstruida.
Pero en 1547, antes de que se terminara estas obras, Eduardo VI disolvió el colegio de canónigos de Ripon. Todos los ingresos se asignaron a la Corona y la torre nunca recibió los últimos arcos perpendiculares. No fue hasta 1604 cuando Jacobo I de Inglaterra publicó su Carta de Restauración.
El templo se convirtió en catedral (la iglesia donde el obispo tiene su cátedra o trono) en 1836, sede central de la recién creada Diócesis de Ripon – la primera en establecerse desde la reforma.
La tradición musical de la catedral es muy fuerte. El actual director y el asistente de música son Andrew Bryden y Thomas Leech respectivamente.